# Labicymbium otti
Labicymbium otti là một loài nhện trong họ Linyphiidae.
Loài này thuộc chi Labicymbium. Labicymbium otti được miêu tả năm 2008 bởi Rodrigues.